# Cyanosesia hypochalcia
Cyanosesia hypochalcia is een vlinder uit de familie wespvlinders (Sesiidae), onderfamilie Sesiinae.
Cyanosesia hypochalcia is voor het eerst wetenschappelijk beschreven door Hampson in 1919. De soort komt voor in het Oriëntaals gebied.